# Armando Izzo
Armando Izzo (ur. 2 marca 1992 w Neapolu) – włoski piłkarz występujący na pozycji obrońcy we włoskim klubie Torino oraz w reprezentacji Włoch. Wychowanek Arci Scampia, w trakcie swojej kariery grał także w takich zespołach, jak Napoli, Triestina, Avellino oraz Genoa.